# 周刊王
《周刊王》為旺旺中時媒體集團曾在臺灣發行的綜合性雜誌，2014年4月16日創刊，發行單位為「王道旺台媒體股份有限公司」。創刊董事長為劉洪福，社長為王丰；現任董事長為李玉生，社長兼總編輯為陳肅瑜。2021年8月25日停止實體發行，專注於網路媒體CTWANT。

## 歷史
《周刊王》（Want Weekly）為旺旺中時媒體集團在台灣發行的綜合性新聞周刊，2014年4月16日創刊，發行單位為王道旺台媒體股份有限公司。
《周刊王》創刊號共發行53萬份，創下台灣雜誌史上新紀錄，除在台灣北、中、南部共30據點免費派送外，另在統一超商、全家便利商店、OK超商、萊爾富便利商店各門市以每份特惠價新台幣10元販售，供無法至免費派送地點索取的讀者購買。
《周刊王》創刊時每期發行兩個版本：24頁的「精華版」除免費發送外，另提供高傳閱率的商家與企業進行傳閱；100頁的「豪華版」則以藝人為封面人物，在四大便利商店各門市販賣。
《周刊王》創刊時自創兩個虛構角色：「蝦米哥」以詼諧的口吻評論時政，「小米姬」以第一人稱寫周記的方式報導演藝圈最近動態。
經過讀者意見調查，《周刊王》於創刊三個月後，精華版與豪華版原則上皆採同一封面，以新聞性話題人物為封面人物，零售量也逐步攀升，成為便利商店銷售量最大的雜誌。根據世新大學2014年12月針對全台20－64歲旺盛購買力的經濟主力人口所進行的閱讀行為調查，《周刊王》在大台北的閱讀率為6.9%，台中的閱讀率為6.3%，高雄的閱讀率為7.9%，每期有超過300萬人傳閱。
2014年9月2日，《周刊王》改為每周二出刊；於2015年2月再度改回創刊時的每周三出刊，一直維持至今。
2018年1月10日，旺旺中時媒體集團將旗下《周刊王》、《時報周刊》集結成套發行。
2021年8月25日，與成套發行的《時報周刊》共同發行最後一期紙本雜誌（第385期，時報周刊第2271期），集團將專心發展其網路媒體網站 CTWANT。

## 外部連結
- CTWANT網站（页面存档备份，存于）
- 周刊王的Facebook專頁